# İlyas Tüfekçi
İlyas Tüfekçi (ur. 3 lutego 1960 w Stambule) – turecki piłkarz występujący na pozycji napastnika. Trener piłkarski.

## Kariera klubowa
Tüfekçi jako junior grał w berlińskich zespołach BBC Südost, TuS Wannsee oraz Hertha BSC. Następnie przeszedł do juniorów VfB Stuttgart. W 1979 roku został włączony do jego rezerw, a w 1980 roku do pierwszej drużyny. W Bundeslidze zadebiutował 27 września 1980 w zremisowanym 3:3 meczu z Borussią Dortmund, w którym strzelił też gola. W Stuttgarcie występował przez jeden sezon.
W 1981 roku Tüfekçi odszedł do FC Schalke 04 z 2. Bundesligi. W sezonie 1981/1982 awansował z nim do Bundesligi. W kolejnym jednak z powrotem spadł z ligi. Wówczas przeszedł do tureckiego Fenerbahçe SK. W sezonie 1983/1984 wywalczył z nim wicemistrzostwo Turcji, a w sezonie 1984/1985 mistrzostwo Turcji.
W 1986 roku Tüfekçi został graczem Galatasaray SK. W sezonach 1986/1987 oraz 1987/1988 zdobył z nim mistrzostwo Turcji. W 1990 roku odszedł do Zeytinburnusporu, gdzie w 1991 roku zakończył karierę.

## Kariera reprezentacyjna
W reprezentacji Turcji Tüfekçi zadebiutował 15 kwietnia 1981 w przegranym 0:3 meczu eliminacji Mistrzostw Świata 1982 z Czechosłowacją. 16 listopada 1983 w wygranym 3:1 pojedynku eliminacji Mistrzostw Europy 1984 z Austrią strzelił swojego pierwszego gola w kadrze. W latach 1981–1987 w drużynie narodowej rozegrał 17 spotkań i zdobył 5 bramek.